# Laubrente

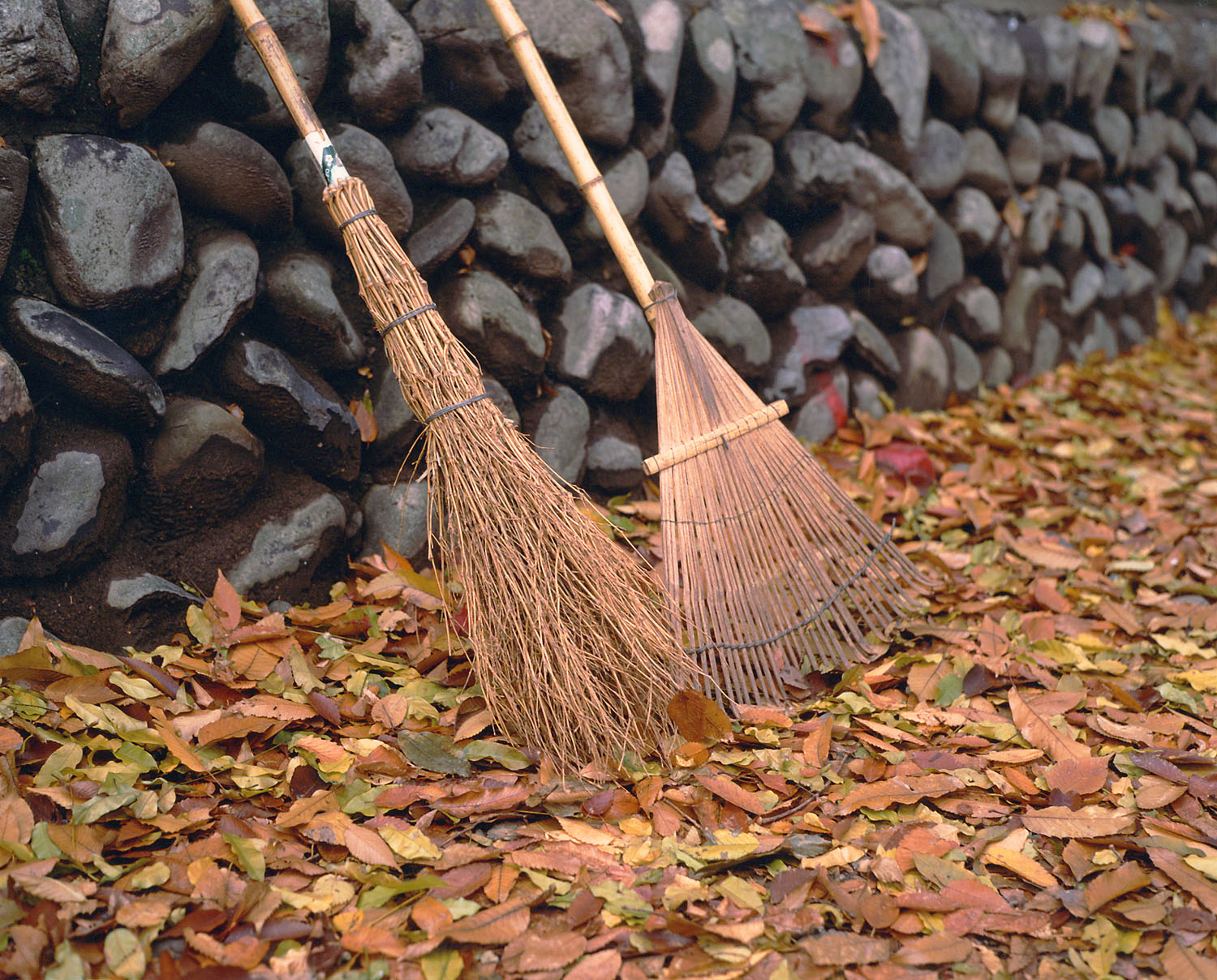
Laub

Als Laubrente wird ein Anspruch wegen einer ungewöhnlich starken Beeinträchtigung eines Grundstücks durch von einem fremden Grundstück ausgehendem Laubfall bezeichnet.
Nach deutschem Recht ist es Grundstückseigentümern zuzumuten, auch Laub, welches von fremden Bäumen auf ihr Grundstück weht, zu dulden oder zu entfernen. Ein Anspruch auf Schadensersatz wegen Laubfalls besteht grundsätzlich nicht.
Etwas anderes gilt dann, wenn der Laubfall zwar ortsüblich ist, aber einen solchen Umfang hat, dass er eine wesentliche Beeinträchtigung des betroffenen Grundstücks über das zumutbare Maß hinaus darstellt. In diesem Fall hat der Eigentümer des den Laubfall verursachenden Grundstücks nach § 906 Abs. 2 BGB dem Betroffenen einen jährlichen Geldbetrag, die Laubrente, zu zahlen. Die Höhe der Laubrente bestimmt sich nach dem Betrag, der sich für den erhöhten Reinigungsaufwand ergibt.